# Bilaal Ibn Rabaah'
Bilaal ibn Rabaah' (Ar. بلال بن رباح) (ca. 581 – 641) was een metgezel (sahabi) van de profeet Mohammed in Mekka in de late 6e eeuw. Hij is daarmee een belangrijke figuur in de islam; ook wordt hij beschouwd als de eerste muezzin in de geschiedenis, gekozen door Mohammed zelf. Hij stierf toen hij net iets meer dan zestig jaar oud was. Bilaal was een door Aboe Bakr vrijgekochte slaaf en is naar verluidt een van de meest betrouwbare en loyale metgezellen van Mohammed geweest.

## Levensloop

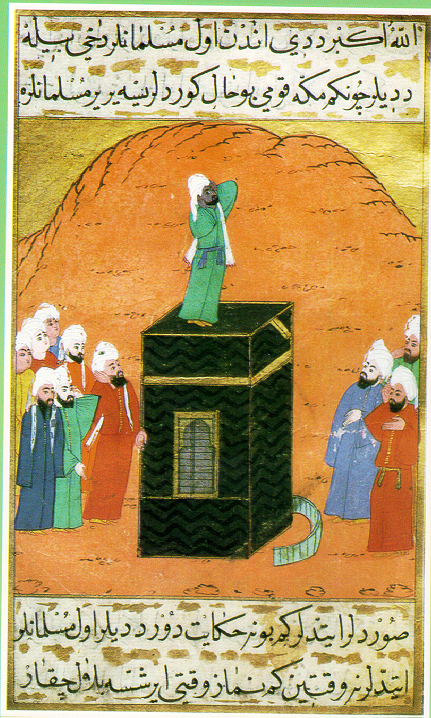
Afbeelding van Bilaal te midden van andere metgezellen van Mohammed.

Bilaals vader was Rabaah, een Arabische ex-slaaf van de stam van Banu Jumah. De moeder van Bilaal heette Hamâme, zij was een Abbessijnse slavin en een voormalige prinses van Abessinië.
Volgens de islamitische tradities was Bilaal een van de slaven van Oemajja ibn Khalaf, een verschrikkelijke vijand van de islam en Mohammed. Bilaal werd moslim, maar hield zijn bekering geheim. Echter, zijn meester Oemajja kwam zijn bekering te weten en begon hem om die reden te bestraffen. Hij beval zijn slaven om hem op het hete zand te laten liggen en liet zware stenen op zijn lichaam leggen, zodat Bilaal niet kon bewegen. Het nieuws van deze straffen bereikte sommige van Mohammeds metgezellen die het op hun beurt aan Mohammed vertelden. Daarop stuurde Mohammed Aboe Bakr naar Oemajja om Bilaal vrij te kopen.

## Migratie
In 622, het jaar van de hidjra, emigreerde Bilaal naar Medina en vergezelde Mohammed op al zijn militaire expedities. Zo vocht hij in de Slag bij Badr, waar zijn oude meester, Oemajja ibn Khalaf werd gedood. Bilaal was eveneens aanwezig bij alle belangrijke gebeurtenissen en veldslagen, met inbegrip van de gevechten van de Slag bij Uhud en Slag bij de Gracht.
In januari 630 werd Mekka ingenomen door de moslims. Bilaal zou bij deze gebeurtenis de Ka'aba beklommen hebben en voor de eerste keer in de geschiedenis de azan over Mekka hebben uitgeroepen. Deze gebeurtenis wordt overigens binnen islamitische kringen betwist, omdat het beklimmen van de Ka'aba in zou druisen tegen de religie.
Islamitische geleerden zijn het niet eens over de plaats en het tijdstip van overlijden van Bilaal. Met name tussen soennitische en sjiitische geleerden bestaan verschillen. Bilaal stierf wellicht in Damascus in 17 of 18 volgens de  AH, maar sommigen zeggen in het jaar 20 of zelfs 21. Ook wordt er gezegd dat hij in Medina stierf. Zowel in Jordanië als in Damascus is een tombe met zogenaamd zijn graf te vinden.